# 신문 (1982년 영화)
신문(Przesluchanie, Interrgation)은 폴란드에서 제작된 리샤르드 부가이스키 감독의 1982년 드라마 영화이다. 크리스티나 얀다 등이 주연으로 출연하였다. 개봉명은 심문이다.

## 출연

### 주연
- 크리스티나 얀다
- 애덤 페렌시

### 조연
- 자누스 가조스
- 아그네츠카 홀란드
- 안나 로만토브스카

## 제작진
- 미술: 이누쉬 소스노브스키